# Cumberlandismo
Il cumberlandismo (o anche cunberlandismo) è una tecnica sviluppata dagli illusionisti, consistente nell'effettuare delle apparenti dimostrazioni di poteri ESP (percezioni extrasensoriali) attraverso la "lettura" dei movimenti muscolari involontari  di uno spettatore. 
La tecnica infatti è anche nota con il termine di lettura dei muscoli (muscle reading, in inglese) o hellstromismo dal nome di un altro mentalista di fama internazionale.
Il termine deriva dal nome del prestigiatore Stuart Cumberland, che ideò per primo una codifica moderna e riconosciuta per questo tipo di esperimento, sebbene i primi mentalisti a raggiungere un buon successo tramite la lettura muscolare furono John Randall Brown e Washington Irving Bishop, attivi già nella seconda metà dell'Ottocento. 
L'esperimento più tipico consiste nel richiedere al mentalista di trovare un oggetto nascosto, all'insaputa dello sperimentatore, in una stanza, mentre egli si trova in un altro locale. Il mentalista, rientrato nella stanza adibita all'esperimento, prende per mano uno o più collaboratori al corrente della posizione segreta dell'oggetto, e inizia a compiere giri dentro la camera facendosi guidare dai movimenti e dalle tensioni muscolari del collaboratore stesso. Ad esempio se quando il mentalista si dirige verso una direzione nota l'insorgere di una resistenza da parte del collaboratore, allora questo può essere il segnale che la direzione sia sbagliata.
In queste applicazioni, quindi, la tecnica permette di ritrovare a tastoni un oggetto nascosto o nell'eseguire un atto pensato ma non formulato da una persona presente all'esperimento, grazie alle pressioni inconsce esercitate sul cercatore dalla mano di una persona che lo tocca in modo continuo e che è al corrente dell'azione da compiere.